# Kirchmayr-Haus

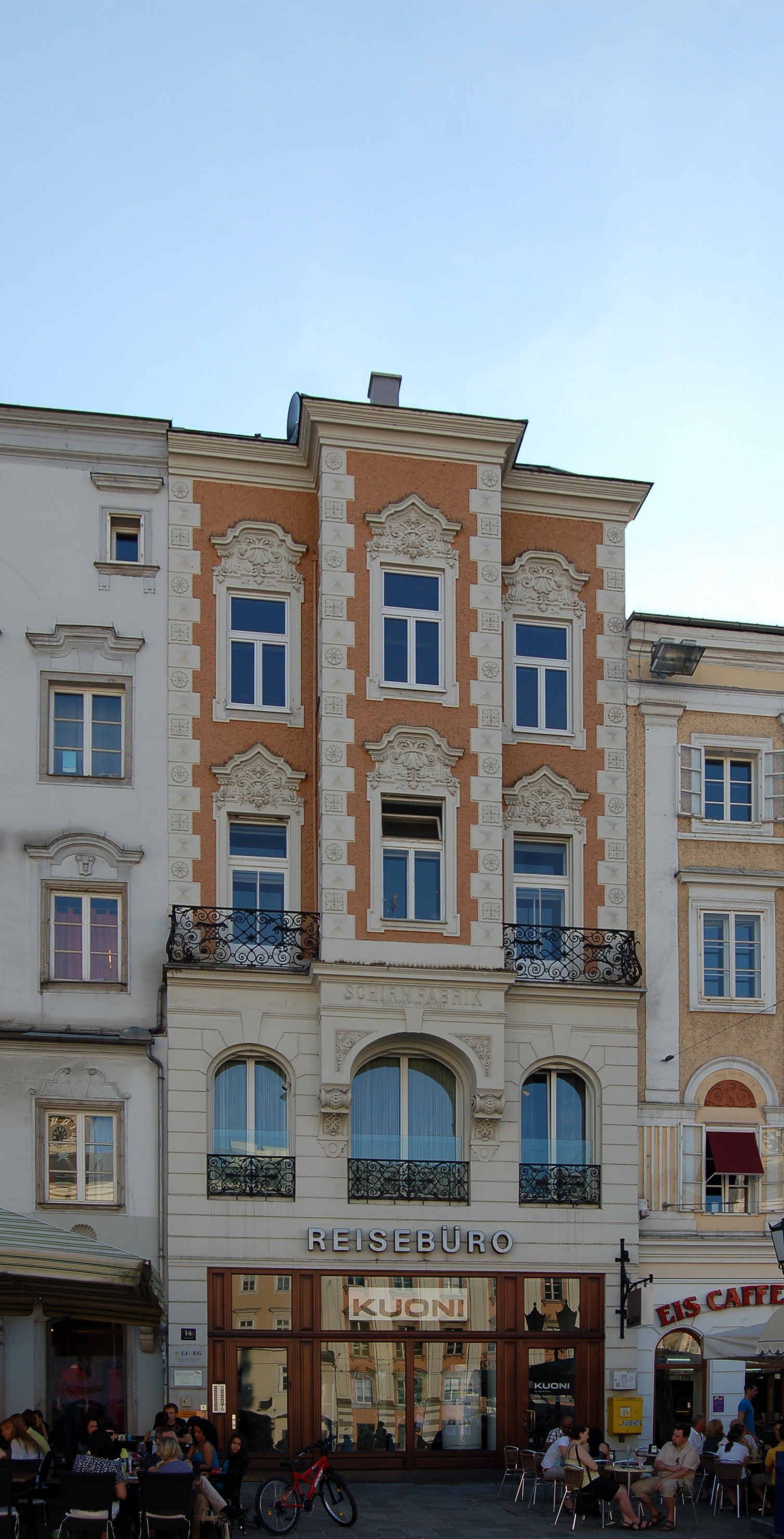
Kirchmayr-Haus (2011)

Das Kirchmayr-Haus ist ein Wohn- und Geschäftshaus am Hauptplatz in Linz. Das Gebäude steht unter Denkmalschutz.

## Geschichte
In dem gotischen Vorgängerhaus lebte vor 1700 bis nach 1720 der Bildhauer Johann Baptist Spaz. Beim Stadtbrand 1800 wurde das Haus teilweise zerstört. 1907 wurde das alte Gebäude demoliert und das heutige Kirchmayr-Haus von Baumeister Gustav Steinberger als Geschäftshaus für Funke & Loos errichtet, 1982 das oberste Geschoß abgebrochen.

## Beschreibung
Der späthistoristische Bau hat eine in der Bauflucht leicht vorspringende Sockelzone. Ab dem ersten Obergeschoß zieht sich ein auf Kragsteinen aufgebauter Mittelerker über die oberen Geschoße. Die Fassade zeigt einen reichen neobarocken Fensterstuck und dekorierte Eckquaderungen. Bemerkenswert sind die neobarocken Gitterbrüstungen im ersten und zweiten Obergeschoß. Das hufeisenförmige Treppenhaus hat ein späthistoristisches Gusseisengeländer.